# 赤松満則
赤松 満則（あかまつ みつのり）は、室町時代前期の武将。赤松大河内家の祖。左馬助、播磨守。

## 概要
父は赤松則祐。元中8年/明徳2年（1391年）12月30日、明徳の乱で山名氏清と山名満幸が挙兵した際、侍所を務める兄・義則と共に二条猪熊で防戦し、これを破った。自身はこの戦闘で討死した。26歳（『赤松系図』）。
義則は弟の奮戦に感謝し、幼い遺児の満政を引き取って養育した。また将軍・足利義満も、満則の奮戦を大として摂津国中島郡をその勲功に報いて義則に与えた。
満則は父より播磨大河内庄を所領として与えられていたため、彼の系統は赤松大河内家として続き、嘉吉の乱ののちに満政が惣領家になっている。